# Accidente del DC-3 de Laser Aéreo
El accidente del DC-3 de Laser Aéreo fue un accidente aéreo que tuvo el lugar a las 10:36 horas del 9 de marzo de 2019. La aeronave siniestrada, un Douglas DC-3 perteneciente a la empresa Laser Aéreo, había despegado de la localidad de Taraira de Vaupés durante su trayecto tuvo conexión al Aeropuerto Jorge Enrique González, de San José del Guaviare. Su destino era el Aeropuerto Vanguardia, situado en la localidad de Villavicencio, realizando un vuelo de transporte de pasajeros.

## Aeronave
La Aeronautica Civil informa que el avión, registrado HK-2494, fue construido en 1945 con el número de serie 99826.Informes adicionales sugieren que el avión pudo haber sido inicialmente construido como un Douglas C-47 Skytrain y prestó servicio en la Segunda Guerra Mundial.

## Accidente
La aeronave despegó desde la localidad de Taraira en Vaupés a las 6:13 hora local. Inicialmente transportaba a 8 pasajeros y su tripulación. Durante su trayecto de vuelo aterrizó en Miraflores de Guaviare a las 7:39 hora local por malas condiciones meteorológicas, posteriormente despegó a las 8:34 hora local. La aeronave hace su conexión al Aeropuerto Jorge Enrique González de San José del Guaviare a las 9:14 hora local, donde dos pasajeros abordaron la aeronave.Despegó del San José del Guaviare hacia su ruta a Villavicencio a las 9:55 hora local.Cuando faltaba poco para aterrizar se reportó a la torre de control del aeropuerto de Villavicencio que se presentaba una falla en sus motores, por lo que tenía que aterrizar en un lugar cercano. La aeronave perdió contacto a las 10:36 hora local, entrando en picado contra una zona plana del sector de la Finca La Bendición en San Martín Meta, la cual se partió en dos provocando un incendio, falleciendo 14 personas a bordo de la aeronave.

## Pasajeros y tripulación
Se revelaron la lista de los pasajeros fallecidos en el accidente del Douglas DC-3 por autoridades y miembros de Aeronáutica Civil de Colombia en la siguiente lista:
- Jaime Carrillo Montenegro, piloto
- Jaime Eduardo Herrera Romero, copiloto
- Doris Lizet Villegas Chara, alcaldesa de Taraira
- Humberto Araque, esposo de la alcaldesa
- Catalina Araque Villegas, hija de la alcaldesa
- Manuel Tiberio Mejía Tobón, cantante de música norteña y llanera
- Santa Romelia Ibarguen Lozano, pasajera
- William Alberto Alarcón Lozano, pasajero
- Jhon Alexander Moreno, mecánico de aviación
- Cristian Camilo Lozano, pasajero y piloto Aercaribe S.A